# Bíró Mihály (sportvezető)
Bíró Mihály (Pincehely, 1929. július 28. – 2019. május 9.) magyar kommunista politikus, sportvezető. Országgyűlési képviselő (1953–1958), a Magyar Birkózó Szövetség elnöke (1974–1992), a Nemzetközi Birkózó Szövetség (FILA) alelnöke (1980–2000).

## Életútja
A közép- és felsőfokú iskoláit Budapesten végezte el. Sütősegédként dolgozott, 1947-ben a Magyar Kommunista Párt tagja lett, átigazolták az MDP-be, 1953-ban országgyűlési képviselő lett a Magyar Függetlenségi Népfront Bács-Kiskun megyei listájáról.. 1957 februárjában a megyei MSZMP intézőbizottság másokkal együtt Bíró visszahívását is javasolta, az indoklás szerint: "a képviselők visszahívását azért javasoljuk, mivel a választói területen részben ismeretlenek, részben pedig tevékeny munkát nem fejtettek ki, illetve képviselői teendők ellátására vagy koruknál, vagy képzettségüknél fogva nem alkalmasak". Az 1950-es években a DISZ megyei titkára volt. Mandátumát azonban ekkor nem veszítte el, ám az 1958-as választáson már nem jelölték. 1964-től az Országos Testnevelési és Sporthivatal (OTSH) vezető munkatársa volt. 1964 és 1972 között nemzetközi, 1972–73-ban pénzügyi elnökhelyettes volt. A magyar olimpiai küldöttség egyik vezetőjeként jutott ki élete első olimpiájára 1964-ben Tokióba. Összesen tíz olimpián vett részt mint sportdiplomata.
1974 és 1992 között a Magyar Birkózó Szövetség elnökeként, 1974-1980 között a Nemzetközi Birkózó Szövetség (FILA) elnökségi tagjaként, majd 1980 és 2000 között a FILA alelnökeként tevékenykedett Milan Ercegan (1916–2011) elnöksége idején (1972–2002).
Haláláig a Magyar Birkózó Szövetség tiszteletbeli elnöke volt.